# Alfaguara (editorial)
L'Editorial Alfaguara és una editorial espanyola de la companyia Penguin Random House, que edita fonamentalment narrativa i llibres infantils i juvenils.

## Història
Va ser fundada en 1964 per l'escriptor Camilo José Cela, que hi va publicar algunes de les seves obres i les de molts escriptors del moment.
En 1980, l'editorial és comprada pel Grup Santillana. Des de llavors és un referent de la literatura infantil i juvenil, car hi han publicat autors com Jordi Sierra i Fabra, Alfredo Gómez Cerdà, Laura Gallego García, Elvira Lindo, Fernando Lalana, Concha López Narváez, Joan Manuel Gisbert, César Fernández García, José María Latorre, etc.
L'any 2000 el Grup Santillana s'integra en el Grup Prisa, un grup de mitjans de comunicació als mercats de parla espanyola i portuguesa.
En 2010 l'editorial va haver de parar la distribució de Memorias de una dama de Santiago Roncagliolo, novel·la sobre Nelia Filomena Barletta Ricard, a petició dels hereus; al setembre del 2011, l'editorial retira de les llibreries tots els exemplars d'El hacedor (de Borges) remake d'Agustín Fernández Mallo basat sobre El hacedor de Jorge Luis Borges, a petició de María Kodama, vídua de l'autor. El 2012 van obrir una divisió d'ebooks.
En 2013 els problemes econòmics del Grup Prisa, el deute de la qual fregava els 3.200 milions d'euros, força la venda d'Alfaguara al grup Penguin Random House per 72 milions d'euros. D'aquesta manera, s'unia una editorial enfocada al món llatinoamericà amb una altra centrada en la literatura nord-americana contemporània.

## Directors literaris
Al llarg de la seva vida empresarial, els responsables de l'editorial han estat els següents:
- Jorge Cela Trulock (1964-1977)
- Jaime Salinas (1977-1982)
- José María Guelbenzu (1982-1988)
- Luis Suñén (1988-1990)
- Guillermo Schavelzon (1990-1992)
- Juan Cruz (1992-1998)
- Amaya Elezcano (1998-2009)
- Pilar Reyes (2009-actualitat)

## Premi Alfaguara de Novel·la
El Premi Alfaguara de Novel·la va ser creat en 1965 per l'Editorial Alfaguara, un any després d'haver estat fundada. Es va convocar des de 1965 fins a 1972. La seva dotació econòmica era de 200.000 pessetes.
Després de 25 anys d'absència, l'editorial el va tornar a convocar en 1998 amb una dotació econòmica de 175.000 dòlars.
El guardó es falla a Madrid entre els mesos de febrer i març i es lliura un mes més tard.

## Localització
L'editorial actualment està situada en 14 països:
- Espanya
- Puerto Rico
- Mèxic
- República Dominicana
- Costa Rica
- Colòmbia
- Veneçuela
- Equador
- Perú
- Brasil
- Bolívia
- Paraguai
- Uruguai
- Xile

Havia tingut altres oficines als Estats Units (Doral, Florida), Guatemala (Ciutat de Guatemala), Hondures (Tegucigalpa), El Salvador (Antic Cuscatlán) i Panamà (Ciutat de Panamà).